# Христенко, Егор Иванович
Егор Иванович Христенко (1913—1996) — красноармеец Рабоче-крестьянской Красной Армии, участник Великой Отечественной войны, Герой Советского Союза (1944).

## Биография
Егор Христенко родился 23 апреля 1913 года в селе Кучеряевка (ныне — Бутурлиновский район Воронежской области). После окончания четырёх классов школы работал в колхозе. В 1941 году Христенко был призван на службу в Рабоче-крестьянскую Красную Армию. С 1943 года — на фронтах Великой Отечественной войны.
К сентябрю 1943 года красноармеец Егор Христенко был автоматчиком 667-го стрелкового полка 218-й стрелковой дивизии 47-й армии Воронежского фронта. Отличился во время битвы за Днепр. В ночь с 23 на 24 сентября 1943 года Христенко в числе первых переправился через Днепр в районе села Хутор-Хмельная Каневского района Черкасской области Украинской ССР и принял активное участие в боях за захват и удержание плацдарма на его западном берегу, отразив немецкие контратаки и продержавшись до переправы основных сил. В критический момент боя Христенко сам возглавил группу бойцов на плацдарме и успешно руководил её действиями. 26 сентября 1943 года он активно участвовал в разгроме немецкой артиллерийской батареи.
Указом Президиума Верховного Совета СССР от 3 июня 1944 года красноармеец Егор Христенко был удостоен высокого звания Героя Советского Союза с вручением ордена Ленина и медали «Золотая Звезда».
После окончания войны Христенко был демобилизован. Проживал и работал в родном селе. Умер 29 июля 1996 года, похоронен в Кучеряевке.
Был также награждён орденом Отечественной войны 1-й степени, двумя орденами Красной Звезды и рядом медалей.